# 定量构效关系
定量构效关系（quantitative structure-activity relationship，QSAR）又称量化构效关系，是利用理论计算和统计分析方法研究系列化合物分子结构与生物活性之间所存在的定量关系，可作为定量预测未知物质性质的一种方法。
定量构效关系模型（QSAR models）是化学和生物科学与工程中使用的回归或分类模型。与其他回归模型一样，QSAR回归模型将一组预测变量（X）与响应变量（Y）的效力相关联，而QSAR分类模型则将预测变量与响应变量的分类值相关联。

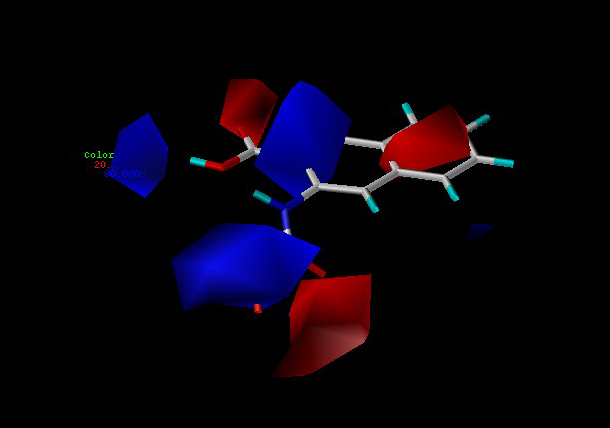
三维定量构效关系方法：CoMFA

定量构效关系借助分子的理化性质参数或结构参数，以数学和统计学手段定量研究有机小分子与生物大分子相互作用、有机小分子在生物体内吸收、分布、代谢、排泄等生理相关性质的方法。这种方法广泛应用于药物、农药、化学毒剂等生物活性分子的合理设计，在早期的药物设计中，定量构效关系方法占据主导地位，1990年代以来随着计算机计算能力的提高和众多生物大分子三维结构的准确测定，基于结构的药物设计逐渐取代了定量构效关系在药物设计领域的主导地位，但是QSAR在药学研究中仍然发挥着非常重要的作用。

## 发展历史
定量构效关系是在传统构效关系的基础上，结合物理化学中常用的经验方程的数学方法出现的，其理论历史可以追溯到1868年提出的Crum-Brown方程，该方程认为化合物的生理活性可以用化学结构的函数来表示，但是并未建立明确的函数模型。最早的可以实施的定量构效关系方法是美国波蒙拿学院的Hansch在1962年提出的Hansch方程。Hansch方程脱胎于1935年英国物理化学家哈密顿提出的哈密顿方程以及改进的塔夫托方程。哈密顿方程是一个计算取代苯甲酸解离常数的经验方程，这个方程将取代苯甲酸解离常数的对数值与取代基团的电性参数建立了线性关系，塔夫托方程是在哈密顿方程的基础上改进形成的计算脂肪族酯类化合物水解反应速率常数的经验方程，它将速率常数的对数与电性参数和立体参数建立了线性关系。
Hansch方程在形式上与哈密顿方程和塔夫托方程非常接近，以生理活性物质的半数有效量作为活性参数，以分子的电性参数、立体参数和疏水参数作为线性回归分析的变量，随后，Hansch和日本访问学者藤田稔夫等人一道改进了Hansch方程的数学模型，引入了指示变量、抛物线模型和双线性模型等修正，使得方程的预测能力有所提高。
几乎在Hansch方法发表的同时，Free等人发表了Free-Wilson方法，这种方法直接以分子结构作为变量对生理活性进行回归分析。其在药物化学中的应用范围远不如Hansch方法广泛。Hansch方法、Free-Wilson方法等方法均是将分子作为一个整体考虑其性质，并不能细致地反应分子的三维结构与生理活性之间的关系，因而又被称作二维定量构效关系
二维定量构效关系出现之后，在药物化学领域产生了很大影响，人们对构效关系的认识从传统的定性水平上升到定量水平。定量的结构活性关系也在一定程度上揭示了药物分子与生物大分子结合的模式。在Hansch方法的指导下，人们成功地设计了诺氟沙星等喹诺酮类抗菌药。
由于二维定量不能精确描述分子三维结构与生理活性之间的关系，1980年代前后人们开始探讨基于分子构象的三维定量构效关系的可行性。1979年，Crippen提出“距离几何学的3D-QSAR”；1980年Hopfinger等人提出“分子形状分析方法”；1988年Cramer等人提出了“比较分子场方法”（CoMFA）。比较分子场方法一经提出便席卷药物设计领域，成为应用最广泛的基于定量构效关系的药物设计方法；1990年代，又出现了在比较分子场方法基础上改进的“比较分子相似性方法”以及在“距离几何学的3D-QSAR”基础上发展的“虚拟受体方法”等新的三维定量构效关系方法，但是老牌的CoMFA依然是使用最广泛的定量构效关系方法。

## 二维定量构效关系
二维定量构效关系方法是将分子整体的结构性质作为参数，对分子生理活性进行回归分析，建立化学结构与生理活性相关性模型的一种药物设计方法，常见的二维定量构效关系方法有Hansch方法、Free-wilson方法、分子连接性方法等，最为著名和应用最广泛的是Hansch方法

### 活性参数
活性参数是构成二维定量构效关系的要素之一，人们根据研究的体系选择不同的活性参数，常见的活性参数有：半数有效量、半数有效浓度、半数抑菌浓度、半数致死量、最小抑菌浓度等，所有活性参数均必须采用物质的量作为计量单位，以便消除分子量的影响，从而真实地反应分子水平的生理活性。为了获得较好的数学模型，活性参数在二维定量构效关系中一般取负对数后进行统计分析。

### 结构参数
结构参数是构成定量构效关系的另一大要素，常见的结构参数有：疏水参数、电性参数、立体参数、几何参数、拓扑参数、理化性质参数以及纯粹的结构参数等
- 疏水参数：药物在体内吸收和分布的过程与其疏水性密切相关，因而疏水性是影响药物生理活性的一个重要性质，在二维定量构效关系中采用的疏水参数最常见的是脂水分配系数，其定义为分子在正辛醇与水中分配的比例，对于分子母环上的取代基，脂水分配系数的对数值具有加和性，可以通过简单的代数计算获得某一取代结构的疏水参数。
- 电性参数：二维定量构效关系中的电性参数直接继承了哈密顿公式和塔夫托公式中的电性参数的定义，用以表征取代基团对分子整体电子分配的影响，其数值对于取代基也具有加和性。
- 立体参数：立体参数可以表征分子内部由于各个基团相互作用对药效构象产生的影响以及对药物和生物大分子结合模式产生的影响，常用的立体参数有塔夫托立体参数、摩尔折射率、范德华半径等。
- 几何参数：几何参数是与分子构象相关的立体参数，因为这类参数常常在定量构效关系中占据一定地位，故而将其与立体参数分割考虑，常见的几何参数有分子表面积、溶剂可及化表面积、分子体积、多维立体参数等
- 拓扑参数：在分子连接性方法中使用的结构参数，拓扑参数根据分子的拓扑结构将各个原子编码，用形成的代码来表征分子结构。
- 理化性质参数：偶极矩、分子光谱数据、前线轨道能级、酸碱解离常数等理化性质参数有时也用做结构参数参予定量构效关系研究
- 纯粹的结构参数：在Free-Wilson方法中，使用纯粹的结构参数，这种参数以某一特定结构的分子为参考标准，依照结构母环上功能基团的有无对分子结构进行编码，进行回归分析，为每一个功能基团计算出回归系数，从而获得定量构效关系模型。

### 数学模型
二维定量构效关系(2D-QSAR)中最常见的数学模型是线性回归分析，Hansch方程和Free-Wilson方法均采用回归分析。
经典的Hansch方程形式为：
{\displaystyle \lg \left({\frac {1}{C}}\right)=a\pi +b\sigma +cE_{s}+k}
其中{\displaystyle \pi }为分子的疏水参数，其与分子脂水分配系数{\displaystyle P_{X}}的关系为：{\displaystyle \pi =\lg \left({\frac {P_{x}}{P_{H}}}\right)}，{\displaystyle \sigma }为哈密顿电性参数，{\displaystyle E_{s}}为塔夫托立体参数，其中a，b，c，k均为回归系数。
日本学者藤田稔夫对经典的Hansch方程作出一定改进，用抛物线模型描述疏水性与活性的关系：
{\displaystyle \lg \left({\frac {1}{C}}\right)=a\pi +b{\pi }^{2}+c\sigma +dE_{s}+k}这一模型拟合效果更好。
Hansch方程进一步，以双直线模型描述疏水性与活性的关系：
{\displaystyle \lg \left({\frac {1}{C}}\right)=a\lg P-b\lg(\beta P+1)+D}其中的P为分子的脂水分配系数，{\displaystyle a,b,\beta }为回归系数，D代表方程的其他部分。双直线模型的预测能力比抛物线模型进一步加强。
Free-Wilson方法的方程形式为：
{\displaystyle \lg \left({\frac {1}{C}}\right)=\sum _{i}\sum _{j}G_{ij}X_{ij}+\mu }其中{\displaystyle X_{ij}}为结构参数，若结构母环中第i个位置有第j类取代基则结构参数取值为1否则为0，{\displaystyle \mu }为参照分子的活性参数，{\displaystyle G_{ij}}为回归系数。
除了回归分析，遗传算法、人工神经网络、偏最小二乘分析、模式识别、单纯形方法等统计分析方法也会应用于二维定量构效关系数学模型的建立

### 发展
目前，二维定量构效关系的研究集中在两个方向：结构数据的改良和统计方法的优化。
传统的二维定量构效关系使用的结构数据常仅能反应分子整体的性质，通过改良结构参数，使得二维结构参数能够在一定程度上反应分子在三维空间内的伸展状况，成为二维定量构效关系的一个发展方向。
引入新的统计方法，如遗传算法、人工神经网络、偏最小二乘回归等，扩展二维定量构效关系能够模拟的数据结构的范围，提高QSAR模型的预测能力是2D-QSAR的主要发展方向。

## 三维定量构效关系
三维定量构效关系是引入了药物分子三维结构信息进行定量构效关系研究的方法，这种方法间接地反映了药物分子与大分子相互作用过程中两者之间的非键相互作用特征，相对于二维定量构效关系有更加明确的物理意义和更丰富的信息量，因而1980年代以来，三维定量构效关系逐渐取代了二维定量构效关系的地位，成为基于机理的合理药物设计的主要方法之一。目前应用最广泛的三维定量构效关系方法是CoMFA和CoMSIA即比较分子场方法和比较分子相似性方法，除了上述两种方法，3D-QSAR还有DG 3D-QSAR、MSA、GERM等众多方法。

### CoMFA&CoMSIA
CoMFA和CoMISA是应用最广泛的合理药物设计方法之一，这种方法认为，药物分子与受体间的相互作用取决于化合物周围分子场的差别，以定量化的分子场参数作为变量，对药物活性进行回归分析便可以反应药物与生物大分子之间的相互作用模式进而有选择地设计新药。
比较分子场方法将具有相同结构母环的分子在空间中叠合，使其空间取向尽量一致，然后用一个探针粒子在分子周围的空间中游走，计算探针粒子与分子之间的相互作用，并记录下空间不同坐标中相互作用的能量值，从而获得分子场数据。不同的探针粒子可以探测分子周围不同性质的分子场，甲烷分子作为探针可以探测立体场，水分子作为探针可以探测疏水场，氢离子作为探针可以探测静电场等等，一些成熟的比较分子场程序可以提供数十种探针粒子供用户选择。
探针粒子探测得到的大量分子场信息作为自变量参与对分子生理活性数据的回归分析，由于分子场信息数据量很大，属于高维化学数据，因而在回归分析过程中必须采取数据降维措施，最常用的方式是偏最小二乘回归，此外主成分分析也用于数据的分析。
统计分析的结果可以图形化地输出在分子表面，用以提示研究者如何有选择地对先导化合物进行结构改造。右图为一CoMFIA计算的结果输出，图中蓝色区域若以负电性基团取代则会提高药物的活性，红色区域则提示正电性基团更有利于活性。除了直观的图形化结果，CoMFA还能获得回归方程，以定量描述分子场与活性的关系。
CoMSIA是对CoMFA方法的改进，他改变了探针粒子与药物分子相互作用能量的计算公式，从而获得更好的分子场参数。

### 其他三维定量构效关系方法
除了比较分子场方法，三维定量构效关系还有距离几何学三位定量构效关系（DG 3D-QSAR）、分子形状分析（MSA）、虚拟受体等方法（FR）等
距离几何学三维定量构效关系严格来讲是一种介于二维和三维之间的QSAR方法。这种方法将药物分子划分为若干功能区块定义药物分子活性位点，计算低能构象时各个活性位点之间的距离，形成距离矩阵；同时定义受体分子的结合位点，获得结合位点的距离矩阵，通过活性位点和结合位点的匹配为每个分子生成结构参数，对生理活性数据进行统计分析。
分子形状分析认为药物分子的药效构象是决定药物活性的关键，比较作用机理相同的药物分子的形状，以各分子间重叠体积等数据作为结构参数进行统计分析获得构效关系模型。
虚拟受体方法是DG 3D-QSAR和CoMFA方法的延伸与发展，其基本思路是采用多种探针粒子在药物分子周围建立一个虚拟的受体环境，以此研究不同药物分子之间活性与结构的相关性。其原理较之CoMFA方法更加合理，是目前定量构效关系研究的热点之一。

## 方法评价
定量构效关系研究是人类最早的合理药物设计方法之一，具有计算量小，预测能力好等优点。在受体结构未知的情况下，定量构效关系方法是最准确和有效地进行药物设计的方法，根据QSAR计算结果的指导药物化学家可以更有目的性地对生理活性物质进行结构改造。在1980年代计算机技术爆炸式发展之前，QSAR是应用最广泛也几乎是唯一的合理药物设计手段。
但是QSAR方法不能明确给出回归方程的物理意义以及药物-受体间的作用模式，物理意义模糊是对QSAR方法最主要的置疑之一。另外在定量构效关系研究中大量使用了实验数据和统计分析方法，因而QSAR方法的预测能力很大程度上受到试验数据精度的限制，同时时常要面对“统计方法欺诈”的置疑。